# Episodi di A tutto reality - Il tour
Questa è la lista degli episodi di A tutto reality - Il tour, una serie animata televisiva canadese che ha debuttato il 10 giugno 2010 sul canale Teletoon; terza stagione della serie di A tutto reality. La serie è composta da 26 episodi, della durata di 22 minuti ciascuno.
| nº | Titolo originale                         | Titolo italiano                      | Prima TV Canada   | Prima TV USA      | Prima TV Italia |
| -- | ---------------------------------------- | ------------------------------------ | ----------------- | ----------------- | --------------- |
| 1  | Walk Like an Egyptian - Part 1           | Le sfide egiziane - Parte 1          | 10 giugno 2010    | 21 giugno 2010    | 27 marzo 2011   |
| 2  | Walk Like an Egyptian - Part 2           | Le sfide egiziane - Parte 2          | 9 settembre 2010  | 28 giugno 2010    | 27 marzo 2011   |
| 3  | Super Crazy Happy Fun Time in Japan      | Divertimento super folle in Giappone | 16 settembre 2010 | 5 luglio 2010     | 27 marzo 2011   |
| 4  | Anything Yukon Do, I Can Do Better       | La corsa di slitte                   | 23 settembre 2010 | 12 luglio 2010    | 30 marzo 2011   |
| 5  | Broadway, Baby!                          | New York, New York!                  | 30 settembre 2010 | 19 luglio 2010    | 3 aprile 2011   |
| 6  | Aftermath: Bridgette Over Troubled Water | Doposhow: Bridgette in acque agitate | 7 ottobre 2010    | 19 luglio 2010    | 5 aprile 2011   |
| 7  | Slap Slap Revolution                     | Danza elettrica                      | 14 ottobre 2010   | 26 luglio 2010    | 10 aprile 2011  |
| 8  | The Am-AH-Zon Race                       | Terremoto nella giungla              | 4 novembre 2010   | 2 agosto 2010     | 12 aprile 2011  |
| 9  | Can't Help Falling in Louvre             | Impara l'arte...                     | 18 novembre 2010  | 9 agosto 2010     | 18 aprile 2011  |
| 10 | New Kids on the Rock                     | Il DJ conteso                        | 25 novembre 2010  | 16 agosto 2010    | 19 aprile 2011  |
| 11 | Jamaica Me Sweat                         | Dolce Giamaica                       | 2 dicembre 2010   | 23 agosto 2010    | 25 aprile 2011  |
| 12 | Aftermath: Revenge Of The Telethon       | Doposhow: Pronto intervento reality  | 9 dicembre 2010   | 30 agosto 2010    | 26 aprile 2011  |
| 13 | I See London...                          | Vedo Londra...                       | 16 dicembre 2010  | 30 agosto 2010    | 2 maggio 2011   |
| 14 | Greece's Pieces                          | Pezzi di Grecia                      | 30 dicembre 2010  | 6 settembre 2010  | 3 maggio 2011   |
| 15 | The Ex-Files                             | Gli Ex-Files                         | 6 gennaio 2011    | 13 settembre 2010 | 9 maggio 2011   |
| 16 | Picnic at Hanging Dork                   | Alleanze forzate                     | 13 gennaio 2011   | 20 settembre 2010 | 10 maggio 2011  |
| 17 | Sweden Sour                              | Svezia amara                         | 20 gennaio 2011   | 27 settembre 2010 | 16 maggio 2011  |
| 18 | Aftermath Aftermayhem                    | Doposhow: Sfida di recupero          | 27 gennaio 2011   | 27 settembre 2010 | 17 maggio 2011  |
| 19 | Niagara Brawls                           | Complotto perfetto                   | 3 febbraio 2011   | 4 ottobre 2010    | 23 maggio 2011  |
| 20 | Chinese Fake-Out                         | Truffa cinese                        | 10 febbraio 2011  | 11 ottobre 2010   | 24 maggio 2011  |
| 21 | African Lying Society-Safari             | A caccia di Zeke                     | 24 febbraio 2011  | 18 ottobre 2010   | 30 maggio 2011  |
| 22 | Rapa-Phooey!                             | Caccia alle uova                     | 2 marzo 2011      | 25 ottobre 2010   | 31 maggio 2011  |
| 23 | Awww, Drumheller                         | Nella valle dei dinosauri            | 10 marzo 2011     | 1º novembre 2010  | 6 giugno 2011   |
| 24 | Aftermath: Hawaiian Style                | Doposhow: I tre finalisti            | 20 marzo 2011     | 1º novembre 2010  | 7 giugno 2011   |
| 25 | Planes, Trains and Hot Air Mobiles       | Aerei, Treni e Macchine Volanti      | 27 marzo 2011     | 8 novembre 2010   | 13 giugno 2011  |
| 26 | Aloha! Finale!                           | Pugno Hawaiano!                      | 24 aprile 2011    | 15 novembre 2010  | 14 giugno 2011  |

## Le sfide egiziane - Parte 1
- Titolo originale: Walk Like an Egyptian - Part 1

### Trama
Chris presenta la terza stagione e i concorrenti: Courtney, Duncan, Heather, Gwen, Izzy, Ezekiel, Owen, DJ, Harold, Cody, Lindsay, Tyler, Leshawna, Bridgette, Noah più i due nuovi arrivati Alejandro e Sierra. Successivamente tutti salgono sull'aereo, pilotato da Chef. Durante il viaggio, Chris spiega ai concorrenti che in questa serie chi non canta verrà eliminato, perciò i ragazzi iniziano a cantare la canzone Voliamo via. Infine i concorrenti atterrano in Egitto dove ricevono la prima sfida, che consiste nel superamento di una piramide. Durante il tragitto DJ distrugge una mummia di un cane, Harold si lascia andare alle sue stramberie ed Izzy viene scambiata per una mummia. Duncan, dopo essere arrivato ultimo con Courtney e Gwen al seguito, si ritira perché non vuole cantare ed anche perché è stanco di vedere Gwen e Courtney litigare. Alla fine della sfida vengono formate le tre squadre: la "Squadra della Vittoria", la "Squadra delle Amazzoni" e la "Squadra di Chris è super super fico": le tre squadre vengono premiate.
• Concorrenti: Courtney, Duncan, Izzy, Gwen, Alejandro, Sierra, DJ, Cody, Noah, Owen, Bridgette, Lindsay, Tyler, Heather,  Harold, Leshawna, Ezekiel.

## Le sfide egiziane - Parte 2
- Titolo originale: Walk Like an Egyptian - Part 2

### Trama
Dopo aver concluso la sfida della piramide "dentro e fuori", le tre squadre devono recarsi presso il fiume Nilo. Alla partenza Owen affibbia ad Alejandro il soprannome "Al". La squadra di Chris è Super Super Fico riesce a trovare il fiume Nilo. La Squadra delle Amazzoni e la Squadra della Vittoria si perdono nel deserto, ma Izzy riesce a condurre la Squadra delle Amazzoni al Nilo e la Squadra della Vittoria arriva al fiume grazie ad Harold che scopre che il bastone è da rabdomante. I concorrenti devono quindi costruire delle barche intrecciando dei giunchi per trasportare loro e il premio assegnato senza perderlo. La prima squadra ad arrivare è la squadra di Chris con un vantaggio: la nuova concorrente Sierra proviene da una famiglia di annodatori e potrebbe costruire la barca con i giunchi, con il grande amore per Cody, Sierra decide di far parte della squadra delle Amazzoni e Chris accetta di far scambiare Sierra con Izzy; quando tutte e tre le squadre sono su una barca, durante la canzone Ezekiel fa cadere il ramo in acqua e quindi la squadra della Vittoria perde, mentre le Amazzoni arrivano prime.
Vincitori: Amazzoni
Eliminazione: Ezekiel e Duncan (ritirato)

## Divertimento super folle in Giappone
- Titolo originale: Super Crazy Happy Fun Time in Japan

### Trama
Le due squadre che hanno perso la sfida in Egitto viaggiano in classe economica. In classe economica si apre un buco sull'aereo e Leshawna viene risucchiata ma Alejandro riesce a prenderla ed Owen, anch'esso risucchiato, chiude il buco con il suo sedere. Più tardi Chris annuncia la sfida del giorno in Giappone e fa risucchiare i concorrenti fuori dall'aereo facendo partire anche il momento musicale. Al termine della canzone tutti cadono in una ciotola gigante piena di riso. In quel momento, Chris annuncia una sfida del flipper dove un concorrente delle tre squadre deve essere inserito in una palla da flipper assieme a un cucciolo di panda. I tre concorrenti scelti sono DJ, Cody e Alejandro. Il vincitore è il componente della Squadra di Chris è Super Super Fico. Tornati sull'aereo, i concorrenti devono creare una pubblicità per delle caramelle; per la realizzazione dello spot, le squadre possono attingere a un unico set di oggetti. La squadra di Chris crea una pubblicità in cui Owen impersona un mostro gigante radioattivo che si calma quando assaggia una caramella. La squadra della Vittoria, invece, mostra una pubblicità in stile samurai, che però risulta essere molto noiosa. La squadra delle Amazzoni riesce a vincere la sfida creando una pubblicità senza senso con gli oggetti rimasti. La Squadra della Vittoria perde ed Alejandro convince astutamente Harold ad autoeliminarsi per amore di Leshawna.
Vincitori: Amazzoni 
Eliminazione: Harold

## La corsa di slitte
- Titolo originale: Anything Yukon Do, I Can Do Better

### Trama
L'aereo atterra nello Yukon. In questa sfida, le squadre dovranno attraversare un crepaccio pieno d'acqua tra un lastrone di ghiaccio e l'altro ed il concorrente della propria squadra che arriverà per primo dovrà trainare l'intera squadra con una delle tre slitte fino al traguardo. DJ, Courtney e Tyler arrivano primi alle loro slitte e dovranno trainarle. Quando Bridgette e Alejandro arrivano al palo ad aspettare i compagni, lui la seduce e le dona la sua camicia per riscaldarsi. Quando i due stanno per baciarsi di nuovo, Alejandro astutamente si sposta e Bridgette bacia il palo, restando incollata. Il ragazzo raggiunge la sua squadra mentre Chris fa partire il momento musicale costringendo Bridgette a cantare anche in quelle condizioni. La squadra della Vittoria arriva seconda, quella di Chris arriva prima e la squadra delle Amazzoni arriva ultima. Ma alla squadra della Vittoria manca Bridgette, quindi viene retrocessa al terzo posto. Bridgette viene quindi eliminata per aver fatto perdere la squadra.
Vincitori: squadra di Chris 
Eliminazione: Bridgette

## New York, New York!
- Titolo originale: Broadway, Baby!

### Trama
L'aereo arriva a New York City. La prima parte della sfida consiste nel prendere tre carrozzine poste sopra la Statua della Libertà, utilizzando delle corde per salire. Nel corso della sfida, Alejandro si rende conto dello svantaggio che può causare la simpatia che ha Chris per Sierra e spinge la ragazza a parlare del passato di Chris. Una volta saliti, prendono le carrozzine e riscendono attraverso un palo simile a quello dei pompieri. Successivamente si recano nei rispettivi gommoni. Cody cade in acqua e Sierra è costretta di andarlo a salvare. Dopo un percorso nelle fogne, in cui è presente anche un alligatore, le tre squadre arrivano a Central Park. Chris illustra la seconda parte della sfida: prendere delle mele giganti dentro uno stagno senza usare le mani.
Vincitori: Amazzoni

## Doposhow: Bridgette in acque agitate
- Titolo originale: Aftermath: Bridgette Over Troubled Water

### Trama
Geoff e Blaineley sono i nuovi conduttori del doposhow. All'inizio della puntata vengono presentati i sei concorrenti che non si sono qualificati: Eva, Katie, Sadie, Justin, Trent e Beth. Durante la puntata viene rivelato che Duncan e Ezekiel non sono mai tornati a casa dopo le sfide egiziane e così Blaineley ha creato un segmento di nome A tutto reality: i fuggitivi che fa vedere degli avvistamenti di Duncan e Ezekiel, le prime immagini sono di Duncan che a quanto pare stia girando per il mondo: infatti la prima immagine è una foto falsa da lockness della cresta di Duncan che esce da l'acqua (parodia del mostro di Lochness) e un video dalla Svezia a TDI, Duncan che compare dietro a un albero e corre per la foresta, cade in un crepaccio e dice varie parolacce censurate e poi Ezekielel che,a differenza di Duncan si nasconda ancora sul aereo di TDWT visto che in "Sfide egiziane parte 2" si era aggrappato a un'ala del aereo e in "Divertimento super folle in giappone" mentre la squadra delle Amazzoni vede cosa è rimasto, vedono brevemente Ezekiel con gli occhi rossi che questo scompare dietro alle scatole.Così vedono 2 immagini riprese dalle telecamere: la prima immagine è girata tra gli episodi "Corsa di slitte" e "New York, New York!", quando la squadra di Chris Super Super Fico era in prima classe, infatti Owen (legato a una poltrona per la sua paura di volare) vede dal finestrino Ezekiel sull'ala dell'aereo, poi Owen chiude gli occhi e quando li riapre vede che Ezekiel è sparito. La seconda lo vede nella vasca di Chris con quest'ultimo che prende una mazza da baseball ma poi il ragazzo sparisce. Successivamente vengono intervistati due concorrenti eliminati: Harold, che dopo essere stato preso in giro da Blaineley per la sua scarsa performance canta una canzone dedicata a Leshawna, e Bridgette, disperata per aver tradito Geoff, che canta una canzone per dirgli che le dispiace, ma Geoff non ne vuole sapere. Blaineley annuncia un altro segmento: "A tutto cazzotto", che però non ha successo poiché Bridgette e Geoff fanno pace e si baciano.
Ospiti speciali: Harold e Bridgette
Commentatori: Eva, Katie, Sadie, Justin, Trent, Beth.

## Danza elettrica
- Titolo originale: Slap Slap Revolution

### Trama
Le due squadre perdenti chiacchierano, Owen balla e il buco dell'aeroplano si riapre. Alla fine, i concorrenti atterrano e un uccello col collare si affeziona a DJ, restandogli sempre accanto. Una volta atterrati, Chris da loro il benvenuto in Germania e annuncia la prima parte della sfida che consiste nel creare una salsiccia con della carne tritata e utilizzarla per scivolare giù da un pendio. L'uccello che si era affezionato a DJ si ferisce nel tritacarne e Owen mangia talmente tanta carne tritata che Chris dice che va bene come salsiccia. Le Amazzoni, invece, ricavano uno snowboard perché Sierra, dopo aver fatto un Cody di carne, lo fa scivolare giù per la collina. Nella seconda parte i concorrenti dovranno ballare lo Jodel su delle speciali piattaforme elettriche. Nel primo round Alejandro sconfigge Cody, Leshawna batte Noah, Sierra, preoccupata per il male fatto a Cody, batte subito DJ ed Owen, dopo aver vomitato una salsiccia, cade fuori dal tappeto da ballo. Nel secondo round Leshawna, provocata da Heather, la schiaffeggia così forte da farle perdere un dente. Entrambe vengono eliminate dalla seconda fase di gioco. Nel round finale Alejandro si lascia sconfiggere da Sierra, così la squadra delle Amazzoni vince nuovamente, la squadra di Chris è Super Super Fico è seconda e la Squadra della Vittoria è di nuovo ultima. Alla fine, con sua grande sorpresa, è Leshawna a lasciare il gioco, a cui il colpo di grazia lo darà Alejandro facendola cadere dall'aereo.
•Vincitori: Amazzoni 
•Eliminazione: Leshawna

## Terremoto nella giungla
- Titolo originale: The Am-AH-Zon Race

### Trama
La nuova sfida si svolge in Amazzonia. Appena Gwen lo viene a sapere, pensa che per la Squadra delle Amazzoni possa essere una fortuna gareggiare proprio in quell'ambiente. Appena arrivati sul terreno di gioco Chris spiega la sfida: le squadre dovranno raggiungere Machu Picchu e trovare un antico tesoro. La squadra della Vittoria, ormai composta solo da Lindsay e DJ, arriva sempre prima in ogni tappa della gara ed infine vince la prima classe. Nella squadra di Chris è Super Super Fico, Alejandro riesce a trattenere la rabbia verso Owen che lo ha colpito ad un occhio, salvando quest'ultimo dai bruchi giganti che lo hanno catturato mentre erano accampati. La Squadra delle Amazzoni viene catturata dagli Zing Zing, una tribù indigena peruviana che infine si scoprirà essere solo una coppia di attori di una compagnia Shakespeariana. La squadra è l'unica a cantare e, al termine dalla canzone, Heather diventa una dea per gli Zing Zing e le viene messo un dente d'oro al posto di quello che aveva perso, mentre Cody continua a corteggiare una Gwen sotto l'effetto dell'epinefrina. Alla cerimonia dell'eliminazione Gwen, Courtney e Sierra si alleano e votano Heather, Heather vota Gwen e Cody vota in modo sgarbato Sierra (perché lui è molto scortese con Sierra) facendo piangere e preoccupare Sierra. Tuttavia, Chris rivela che era una sfida ricompensa e pertanto l'eliminazione viene annullata.
• Vincitori: Vittoria

## Impara l'arte...
- Titolo originale: Can't Help Falling in Louvre

### Trama
Nella classe economica, Tyler si lamenta che gli manca Lindsay. Owen cerca di tranquillizare Tyler parlando di Izzy, che è incapace di pensare a qualcosa di positivo da dire su di lei, Alejandro poi rivela che è entrato nella cabina di pilotaggio con Chef, mentre Heather spiega ad Alejandro che la sua squadra non si fa distrarre da niente, poi Alejandro indica Sierra che mangia una vaschetta di gelato mentre piange per colpa di Cody che l'aveva votata sgarbatamente. Nel frattempo, Izzy preme alcuni pulsanti che fanno sbandare l'aereo e lo costringono a un atterraggio di fortuna a Parigi. Qui Chris annuncia la sfida: andare al Louvre e cercare tre statue da riassemblare: "Il pensatore" alla squadra della Vittoria, la"Venere di Milo" alla squadra di Chris è Super Super Fico ed il "David di Michelangelo" alla squadra delle Amazzoni. Le tre squadre partono, ma sono inseguite da tre "amichetti": uno yeti, un orso bruno e un cucciolo di foca. Cody cerca di consolare Sierra ma non ci riesce e al momento della canzone canterà Sierra parlando di come l'ha trattata Cody (perché Cody è molto scortese con lei), più tardi Cody cerca di organizzare una cena ma senza successo perché è stato costretto e non è fatta con il proprio cuore per colpa di lui. Le Amazzoni riescono a finire la scultura per prime mentre l'altra per seconda, poi DJ è felice perché con il voto suo e quello di Lindsay potrà finalmente tornare a casa ma Chris organizza una mini-sfida contro loro due. Ognuno sceglie il suo modello Lindsay sceglie Tyler e DJ sceglie Gwen, poi Cody riesce finalmente a fare pace con Sierra con un po' di cuore e lei lo perdona affettuosamente ( ma nel confessionale rivela di non essere mai stata arrabbiata con lui ). Durante la mini-sfida Lindsay fa sfilare Tyler con dei vestiti ridicoli, poi tocca a DJ fa sfilare Gwen che indossa una maglietta come quella di DJ, Gwen se la toglie e la lancia via verso i giudici, poi DJ balla con allegria e spera di perdere così può tornare a casa, ma dopo i giudizi dei giudici fanno vincere lui per la sua innata originalità facendolo disperare assai.
•Vincitori: Amazzoni
•Eliminazione: Lindsay

## Il DJ conteso
- Titolo originale: New Kids on the Rock

### Trama
Heather cerca di insinuarsi nella cabina dei perdenti per origliare, ma viene scoperta. Quando DJ va in bagno Heather gli propone un'alleanza, ma lui rifiuta. In seguito Chef entra nella classe economica dell'aereo, dove aveva detto a tutti i concorrenti di riunirsi, e li fa cadere giù dall'aereo in mare. Nel frattempo Chris arriva vestito con un cappotto da pescatore su una barca ed annuncia che sono giunti nella sua terra natale: Terranova. Poi dice ai concorrenti di salire su tre barche. La Squadra delle Amazzoni e la Squadra di Chris è Super Super Fico riescono a raggiungere le barche, ma DJ vuole interrompere la maledizione tornando a casa e quindi resta in mare; spunta però dal mare un'orca che solleva DJ e lo lancia sulla barca. Nel frattempo, Heather, vedendo DJ che non vuole partire, si getta in mare per andare sulla sua barca e quando ci sale prova ad accendere il motore della barca perché non vuole che perda. Intanto nella Squadra delle Amazzoni Courtney e Gwen sembrano vedere Duncan su un dirupo e si dirigono lì. Heather e DJ evitano gli iceberg grazie a Heather ed arrivano anche primi, ma subito dopo sbarca anche la Squadra di Chris è Super Super Fico, mentre la Squadra delle Amazzoni rimane attraccata al promontorio.
• Vincitori: Vittoria e Chris è super super fico

## Dolce Giamaica
- Titolo originale: Jamaica Me Sweat

### Trama
La Squadra di Chris è Super Super Fico e DJ sono in prima classe. In classe economica, invece, le Amazzoni si lamentano per le gocce che penetrano nell'aereo durante un temporale. Subito dopo Chris sembra fare un annuncio ai concorrenti, ma in realtà è un grido di paura perché l'aereo ha finito la benzina. Tutti vengono sballottati su e giù nell'aereo ed Owen ed Izzy vengono risucchiati fuori. Owen cade su una spiaggia e Izzy gli atterra sui "kiwi" per la seconda volta. L'aereo, però, poco dopo atterra schiacciando Owen ed Izzy, che vengono portati in infermeria. Chris annuncia ai concorrenti restanti che sono arrivati in Giamaica, anche se dovevano atterrare su un'altra isola. Chris annuncia la sfida: ogni concorrente di ogni squadra dovrà tuffarsi dalle cascate e dopo esser ritornato in superficie deve ritornare in cima e dare il cambio al compagno che a sua volta ripeterà il gesto.
Vincitori: Chris è super super fico
Eliminazione: DJ e Izzy (ritirata)

## Doposhow: Pronto intervento reality
- Titolo originale: Aftermath: Revenge Of The Telethon

### Trama
Il doposhow viene trasformato in un telethon per raccogliere i 500 000 dollari necessari per far ripartire l'aereo e continuare lo spettacolo. Gli ex-concorrenti si occupano di ricevere le telefonate mentre Blaineley tiene aggiornata la situazione. Geoff e Bridgette cantano una canzone per invogliare gli spettatori a donare, ma non ottengono molto successo. Quindi i due iniziano ad ospitare gli eliminati a partire da Lindsay. Geoff e Bridgette mettono in vendita la scorta di lucidalabbra ma, così facendo, riescono a raggiungere solo 203 dollari. I video dei due fuggitivi, Duncan ed Ezekiel vengono valutati molto bene e si raggiungono così i 10.000 dollari. Il secondo ospite è DJ che si offre di cucinare per chi farà delle donazioni, ma non ottenendo alcun successo.
Ospiti speciali: Leshawna, Lindsay, DJ, e Izzy

## Vedo Londra...
- Titolo originale: I See London...

### Trama
Sull'aereo entrambe le squadre sono in classe economica poiché Chris ha richiesto la prima classe per un ospite misterioso. Gwen ha una mano ustionata senza sapere come sia successo (la colpa è di Cody) e Courtney si offre di aiutarla con del guano di uccello; inizia così a nascere un legame tra le due ragazze. Disgustato dalle azioni di Owen che sputa dal naso di tutto, Alejandro se ne va ed osserva di nascosto Chris e Chef che parlano con un tipo misterioso ed armato che dovrà prendere i concorrenti; Alejandro viene però scoperto e catturato. Il gruppo raggiunge Londra: su un autobus a due piani Chris spiega che la sfida consisterà nel catturare il famoso Jack lo Squartatore, stando attenti a non farsi catturare.
Vincitori: Amazzoni
Eliminazione: Noah
Ritorno: Duncan

## Pezzi di Grecia
- Titolo originale: Greece's Pieces

### Trama
Chris ammette di aver rotto la serratura del confessionale per causare l'evento del bacio. In classe economica Owen si sente isolato; invece Tyler è teso per via di quello che ha visto e nonostante le minacce di Duncan è convinto di non riuscire a mantenere il segreto, attirando l'attenzione di Alejandro che vuole scoprire cos'è successo. Chris richiama tutti annunciando che la prossima sfida si svolgerà a Roma dove sono nate le olimpiadi, ma gli viene subito fatto notare che le olimpiadi sono nate in Grecia e così getta giù dall'aereo l'assistente responsabile dell'errore ed annuncia il cambio di rotta. Mentre le due squadre si provocano a vicenda, Courtney inizia a notare gli sguardi tra Duncan e Gwen innervosendosi. Arrivati all'Acropoli di Atene, Chris spiega che i concorrenti si cimenteranno in diverse sfide a tema dove in palio ci sono delle medaglie d'oro con lo scopo di vincerne più degli avversari.
Vincitori: Amazzoni

## Gli Ex-Files
- Titolo originale: The Ex-Files

### Trama
In prima classe Gwen capisce che ormai è quasi isolata nella sua squadra con Courtney contro di lei mentre Heather gongola di non essere più nel mirino delle compagne a causa della nuova situazione. Courtney ha rotto definitivamente con Duncan in modo violento anche se rimane molto viziata e prepotente. In classe economica, Tyler non approva il comportamento di Duncan mentre Alejandro progetta di sfruttare Courtney per un suo tornaconto. L'aereo atterra nell'area 52, situata accanto alla famosa area 51. La sfida sarà quella di entrare nell'area 51 e rubare un manufatto alieno per poi riportarlo intatto nell'area 52. Alla fine, Tyler verrà eliminato.
• Vincitori: Amazzoni
• Eliminazione: Tyler

## Alleanze forzate
- Titolo originale: Picnic at Hanging Dork

### Trama
Sull'aereo ogni concorrente pensa alla propria strategia. Chris annuncia l'arrivo in Australia e spiega la prima parte della sfida che consiste nell'arrivare a cavallo di un emù fino al luogo della seconda sfida, l'Hanging Rock. Alejandro inizia a corteggiare Courtney che, pur apprezzando le lusinghe, ha come maggior priorità di sabotare la sua squadra e Duncan si ritrova a battibeccare con Cody finendo contro un canguro che lo prende a pugni. Dato che il percorso si rivela più lungo del previsto, i concorrenti arrivano dopo due giorni; tutti tranne Owen che è rimasto indietro a cavallo su due emù e così i ragazzi sono costretti ad aspettarlo. Chris spiega che la seconda sfida consiste nel buttarsi giù dalla roccia col bungee jumping afferrando una delle pecore del gregge che si trovano in fondo, portarla su e tosarla. Chi trova la pecora con il logo del volto di Chris vince.
Le Amazzoni perdono, e non essendo un round senza eliminazione, Gwen torna a casa.
Vincitori: Chris è super super fico
Eliminazione: Gwen

## Svezia amara
- Titolo originale: Sweden Sour

### Trama
L'aereo atterra su una landa ghiacciata e Chris annuncia che sono arrivati in Svezia. La prima parte della sfida consiste nel costruire qualcosa con del materiale da costruzione. Nel team delle Amazzoni, Heather e Courtney litigano tra di loro quando Cody sembra avere un'intuizione e inizia a costruire una riproduzione della testa di Gwen. I ragazzi al contrario hanno capito che devono costruire una barca e lo fanno utilizzando la vela come telo per non farlo capire alle ragazze. A questo punto, Chris fa partire il momento musicale prima del quale Owen rivela che stanno costruendo una barca e Cody capisce di aver fatto un grosso errore.
Vincitori: Chris è super super fico

## Doposhow: Sfida di recupero
- Titolo originale: Aftermath Aftermayhem

### Trama
Geoff introduce la nuova puntata del Doposhow annunciando che si sono sbarazzati di Blaineley inviandola in giro per il mondo ad incontrare dei fan. Purtroppo per lui invece la donna si presenta in studio facendo vedere che ha mandato Bridgette al suo posto. La fidanzata di Geoff si trova infatti in Siberia dove deve incontrare un fan di Blaineley. Geoff promette a quest'ultima che la pagherà e lascia lo studio. Blaineley passa quindi a presentare una nuova clip di "cose che lasciano il segno" ed introduce gli ultimi concorrenti eliminati: Gwen, Noah e Tyler. Viene annunciato che nel corso della puntata si svolgerà un gioco per gli esclusi che consentirà al vincitore di tornare sull'aereo rientrando nello show.
•Ospiti speciali: Gwen, Tyler e Noah 
•Commentatori Doposhow: Eva, Trent, Sadie, Katie, Justin e Beth

## Sposami ti prego
Sull'aereo i ragazzi addormentati vengono portati nella stiva e fatti cadere giù. I ragazzi cascano così in un fiume che sfocia in una cascata; convinti di non riuscire a farcela, Courtney e Duncan fanno delle promesse e anche Cody che promette di non essere scortese con Sierra (anche se in realtà lui è molto scortese con Sierra). A sentire queste parole, Sierra lo aiuta e, dopo aver usato Owen per unire i due cigni, pedala a tutta forza portando tutti a riva. Chris annuncia che sono tornati in Canada, alle cascate del Niagara. La prima parte della sfida si svolgerà nel casinò della città, ma solo nel teatro perché i concorrenti sono minorenni.
Vincitori: Duncan e Courtney
Eliminazione: Owen
Debutto: Blaineley

## Truffa cinese
- Titolo originale: Chinese Fake-Out

### Trama
In prima classe Duncan, non avendo più alleati, cerca inutilmente di far pace con Courtney che lo sbatte nella torta nuziale. Intanto Blaineley, nella cabina del pilota, propone a Chef di aiutarla a vincere in cambio di un programma tv tutto suo. In classe economica Cody è preoccupato perché ora Sierra è convinta che siano sposati. Heather, in contrasto con Alejandro che vuole tenersi buona Sierra, gli dice di non prendere sul serio la cosa e gli consiglia di essere meno gentile e più chiaro con la ragazza. Chris annuncia l'arrivo in Cina vicino alla Grande Muraglia cercando di illustrare la prima parte della sfida che consiste nel fare un percorso su di essa usando uno dei mezzi di locomozione a disposizione. I ragazzi partono senza aspettare il via di Chris, occupato al telefono coi produttori, cercando di prendere i veicoli migliori.
Vincitori: Sierra
Eliminazione: Blaineley e Courtney

## A caccia di Zeke
- Titolo originale: African Lying Society-Safari

### Trama
Duncan insinua che tra Heather ed Alejandro ci sia una storia d'amore. La sfida questa settimana si svolge in Tanzania nel Serengeti dove Chris per punire Chef di avere fatto un'alleanza illegale con l'ex conduttrice Blaineley, lo obbliga ad indossare abiti invernali. La prima sfida consiste nel correre a prendere delle prugne mentre gli altri concorrenti tirano palloni da calcio e una volta che tutti hanno preso le prugne, con una mazza da cricket devono rompere delle zucche dove troveranno degli oggetti utili per la prossima sfida: catturare Ezekiel, il quale essendo rimasto sempre nascosto nella stiva, è diventato Gollum, e viene utilizzato come fosse un animale selvaggio.
Vincitori: Alejandro
Eliminazione: Duncan

## Caccia alle uova
- Titolo originale: Rapa-Phooey!

### Trama
In prima classe, Alejandro dà a Cody un cesto di dolciumi per allearsi con lui. La sfida si svolge nell'Isola di Pasqua. Chris dà dei coprifronte ai concorrenti dicendo che servono per la prima sfida, ovvero prendere delle uova messe dentro le statue dell'isola ed esse devono essere del colore dei propri coprifronte. Le statue non sono comuni, sono statue con la forma dei concorrenti eliminati. Si crea il caos nel prendere le uova e Sierra rompe anche una delle uova di Alejandro. Dopo che tutti raccolgono le uova, Cody mette le sue nel suo cesto datogli da Alejandro ad inizio puntata e, rimanendo spazio, fa mettere a lui anche le sue e si becca un rimprovero da Sierra perché sta aiutando il ragazzo irritante e che le coalizioni vanno fatte solo con le giuste persone. Tuttavia Alejandro con altri dolciumi convince Cody a seguirlo nella grotta che porta al punto più alto dell'isola, dove avrà inizio la seconda parte della sfida.
Vincitori: Heather

## Nella valle dei dinosauri
- Titolo originale: Awww, Drumheller

### Trama
Mentre tutti dormono, Chris compreso, Alejandro usa il suo computer per creare un fotomontaggio in cui si vedono Heather e Cody dormire insieme. Il mattino dopo Sierra dice a Cody che è un giorno speciale e gli sta preparando una sorpresa quando Alejandro le mostra la foto modificata la fa molto preoccupare per via dell’immagine con Cody e Heather. Chris annuncia l'arrivo a Drumheller in Alberta dove ci sono molti resti di dinosauri; la prima parte della sfida consiste nel costruire un dinosauro con i fossili che trovano e con del materiale preso dall'aereo. Sierra costruisce il miglior dinosauro, perciò vince la sfida, e, come ricompensa, un trapano per trovare i barili di petrolio per la sfida successiva. Dopo essersi messi alla prova tutti e quattro i concorrenti sulla sedia elettrica per dire la verità ( Alejandro confessa, non inizialmente, di avere un'attrazione per Heather ), la seconda prova consiste nel scavare nella sabbia per trovare i barili di petrolio. Heather vince una pala, Cody paletta e secchiello da spiaggia, Alejandro nulla. Durante la sfida, Sierra si arrabbia con Cody, mostrandogli la foto modificata, ma lui rivela che è modificata, perché non era mai stato senza lei con Heather nella camerata dei perdenti. Sierra quindi capisce che è tutta opera di Alejandro, e si arrabbia, e con la sua rabbia trova un barile di petrolio. Ale, invece, ha lasciato Heather sotto a un sasso, per vendicarsi di un conto in sospeso, ma dopo che la libera, formano una coalizione. Sierra vince l'immunità, gli altri rischiano di essere eliminati. La cerimonia questa volta si svolge davanti a un falò, e Chris legge i voti. Prima del momento del voto, Sierra e Heather parlano della faccenda della foto, e prendono la decisione di votare contro Alejandro. Ma Sierra porta una sorpresa a Cody, che è una torta per il suo compleanno, e in realtà le candele sono dei petardi. Fa esplodere l'aereo, perciò è esclusa dal gioco. Alejandro scopre, poco dopo, che Heather aveva votato lui, e si vendicherà. I tre finalisti sono, quindi, loro due e Cody.
Vincitori: Sierra
Eliminazione: Sierra (squalificata), Alejandro (annulla)

## Doposhow: I tre finalisti
- Titolo originale: Aftermath: Hawaiian Style

### Trama
Il Doposhow si sposta alle Hawaii, dove si svolgerà la finale a tre, e Bridgette arriva dalla Siberia a bordo della sua tavola da surf, portandosi dietro Bruno, l'orso da lei curato che si dimostra molto protettivo nei suoi confronti, tanto che Geoff non può neanche toccarla. I due introducono gli ultimi eliminati: Owen, Courtney, Duncan e Blaineley che arriva completamente bendata e impossibilitata a muoversi e parlare a causa della sua male caduta in Cina, mostrata da Geoff in un'immagine inedita. I conduttori illustrano la situazione attuale chiedendo con una canzone per chi faranno il tifo gli spettatori tra i tre concorrenti rimasti: Alejandro, Heather e Cody.
•Ospiti speciali: Owen, Courtney, Duncan, Blaineley
•Commentatori: Beth, Sadie, Katie, Trent, Eva, Justin.

## Aerei, Treni e Macchine Volanti
- Titolo originale: Planes, Trains and Hot Air Mobiles

### Trama
Chris elenca tutto ciò che di suo è andato distrutto in modo antipatico e ridicolo, ma chiarisce che lo show andrà avanti. Viene recuperata una sedia a rotelle per Sierra e Chef estrae dall'aereo una specie di cassaforte blindata nel quale è custodito l'elicottero di emergenza. Chris e Chef ci salgono sopra.
Chris distribuisce a tutti dei GPS da impostare per le isole Hawaii. Cody allora cerca fra i resti dell'aereo un qualcosa che aiuti sia lui e Sierra a raggiungere la meta in fretta, mentre Heather propone ad Alejandro una coalizione, che lui non accetta rivelandole che ha saputo della storia del voto. Mentre Cody costruisce una mongolfiera per lui e Sierra, Alejandro segue gli animali che Chris utilizza per le sfide. Qui incontra una yeti che si era innamorata di lui e tenta di baciarlo. Alejandro, allora, nel tentativo di sfuggirle, finisce in una cassa. Intanto Heather trova le rotaie di un treno diretto per il Messico e vi si imbarca. Quando il treno sta per partire, il camion in cui c'era Alejandro viene scaricato in uno dei vagoni. Lui, frugando tra le casse, trova Ezekiel e gli propone di lasciarlo andare a una condizione.
Vincitori: Heather

## Pugno Hawaiano!
- Titolo originale: Aloha! Finale!

### Trama
I tre finalisti sono Heather, Alejandro e Cody. Alejandro e Cody si sfidano per vedere chi affronterà Heather nella finale: la sfida consiste nel salvare la ragazza per primi, posti su una piattaforma circondata da squali. Lo scontro viene vinto dallo spagnolo. Ora i finalisti sono a confronto e possono avere due alleati l'uno. Alejandro sceglie Courtney e Tyler, ma purtroppo quest'ultimo viene sostituito da Lindsay perché svenuto mentre Cody, seguito da Harold, si offre volontario per Heather, volendosi vendicare di Alejandro. La sfida consiste nel far costruire agli aiutanti un sacrificio per il vulcano delle Hawaii. I finalisti stanno sul loro cerchio mentre Chris li fa cantare e possono solo dare ordini agli aiutanti per costruire il sacrificio. Alla fine Alejandro finisce per primo e con la sua carriola porta il sacrificio. Il premio di Alejandro non gli serve più quando arriva a un lago di lava da superare schivando gli ostacoli che faranno cadere gli aiutanti nemici che, casualmente, causeranno problemi al proprio finalista non sapendo quale fune tagliare per far cadere le trappole mortali. Alla fine Alejandro arriva prima sul vulcano, poi sopraggiunge Heather, che butta il suo sacrificio nel vulcano e viene eletta vincitrice della stagione e del milione di dollari.
Vincitore: Heather (Alejandro, finale alternativo)
Eliminazione: Alejandro